# 恩里克·巴龙·克雷斯波
恩里克·巴龙·克雷斯波（西班牙語：Enrique Barόn Crespo，1944年3月27日—），男，马德里人，西班牙经济学家、律师、政治人物。西班牙工人社会党党员。前欧洲议会议长。
他于1986年当选为欧洲议会议员，并一直连任至2009年。期间，他历任副主席（1987-1989），主席（1989-1992），外交委员会主席（1992-1995年），社会党团主席（1999-2004）和国际贸易委员会主席（2004-2006）。

## 生平
本科毕业于马德里康普顿斯大学法律专业，1965年毕业于巴黎高等经济商业学院。他精通劳工法，曾在马德里的一些大学执教。
在西班牙民主转型后，他当选西班牙議會议员，代表马德里选区。1982年至1985年，他在费利佩·冈萨雷斯内阁中出任交通、旅游与通讯大臣。任期内，他推出了西班牙铁路网的第一个现代化计划，其中停用了一些次级铁道，引发了不少争议。
欧洲议会
恩里克·巴龙参与了1987年1月20日在法国斯特拉斯堡举行的欧洲议会新议长选举。他最终以236票的微弱劣势，输给英国保守党议员亨利·普拉姆的241票，而未能当选。
1989年7月25日，他在欧洲议会议长选举首轮投票中顺利当选。其中参加投票的共475人，巴龙得301票。他这次当选是最大两个党团基督教民主党和社会党选举交易的结果。他主张加强欧洲议会的权力，对欧共体理事会和委员会增加制约能力。

## 家庭
1987年，他与西班牙画家索菲亚·甘达里亚斯结婚。他们有一个儿子亚历杭德罗。2016年1月，甘达里亚斯因癌症逝世。